# Вулиця Максима Кривоноса (Львів)
Ву́лиця Макси́ма Кривоно́са — вулиця у Галицькому районі міста Львова, що бере свій початок від площі Данила Галицького, проходить південним схилом Замкової гори до перевалу між Горою Лева і Замковою, де переходить у вулицю Опришківську. З непарного боку відгалужуються вулиці Насипна, Замкова, Княжа, Високий Замок, з парного — вулиці Винниченка, Гуцульська, Довбуша. Ділянка вулиці, від площі Данила Галицького до перехрестя з вулицею Гуцульською, належить до охоронної зони регіонального ландшафтного парку «Знесіння». Решта вулиці є межею ландшафтного парку та його охоронної зони.

## Назва
Початкові назви в різний спосіб пов'язані з колишньою будівлею Колегією театинів, що розташована на ній.
- Від початку XIX століття й до 1860 року — Ерцбішофсґассе[7].
- 1860 — 1871 роки — Роте Клоста або ж Червоного кляштору. Назва походить від червоної черепиці, якою було покрито дах колегії театинів.[8]. Згодом — Артилерії. Власне через те, що монастир був перетворений 1785 року на казарми артилерії[9][7].
- 1871 — 1942 роки — вулиця Театинська, що походить від назви чернечого ордену театинів, котрому монастир початково належав[10]. 1890 року до вулиці Театинської приєднано частину вулиці Шкарпової (нині — вулиця Насипна), що дало змогу подовжити вулицю до площі Стрілецької (нині — площі Данила Галицького)[7].
- 1942 — 1944 роки — під час німецької окупації вулицю було перейменовано на Шльосберґштрассе або ж Замкова гора[11].
- У червні 1944 року повернена передвоєнна назва — вулиця Театинська[12], а від грудня того ж року — вулиця Кривоноса, названа на честь Максима Кривоноса, козацького ватажка, полковника, котрий 15 жовтня 1648 року керував першим в історії успішним штурмом Високого замку, біля підніжжя якого прокладена вулиця[13][14].

## Забудова
У забудові вулиці Максима Кривоноса переважають класицизм, віденська сецесія та конструктивізм 1960-х років. Декілька будинків внесено до реєстру пам'яток архітектури місцевого значення.

### Будинки

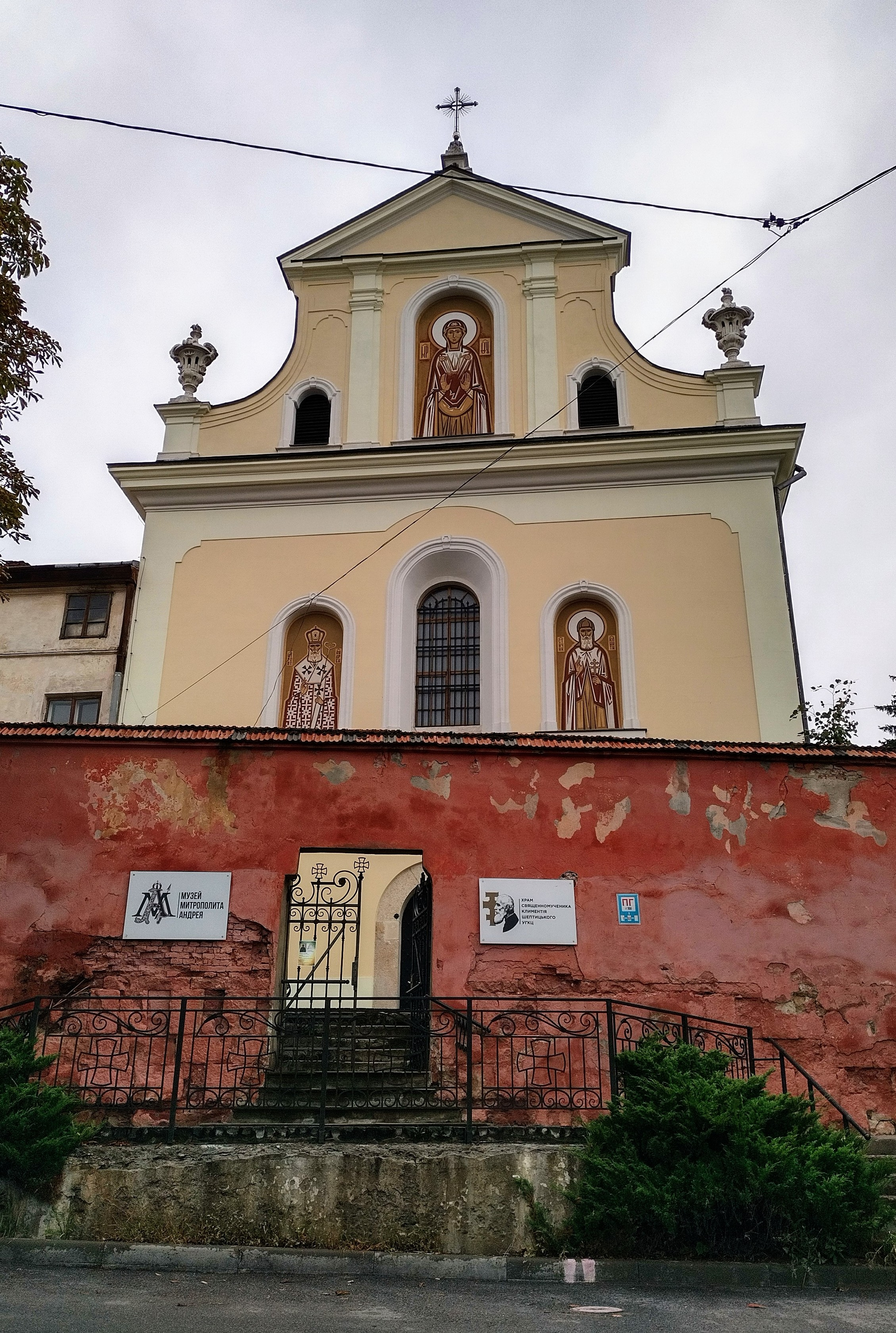
Церква свмч. Климентія Шептицького (2022)

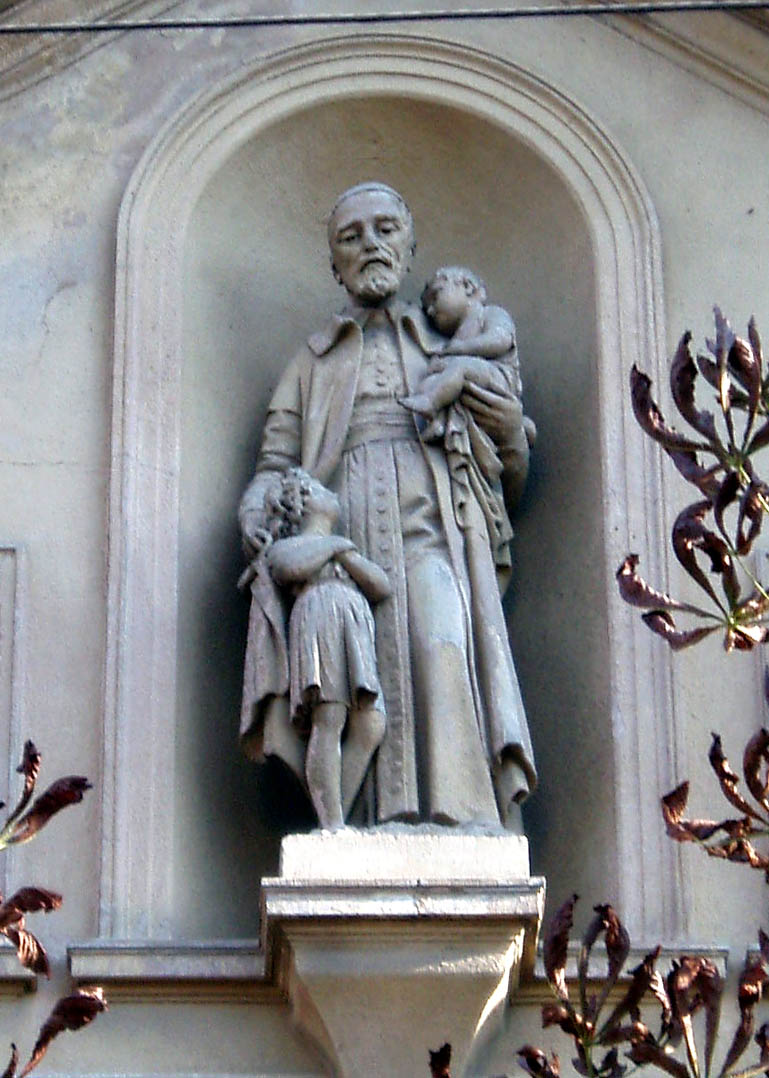
Фігура Святого Вінсента де Поля (автор Антон Попель)

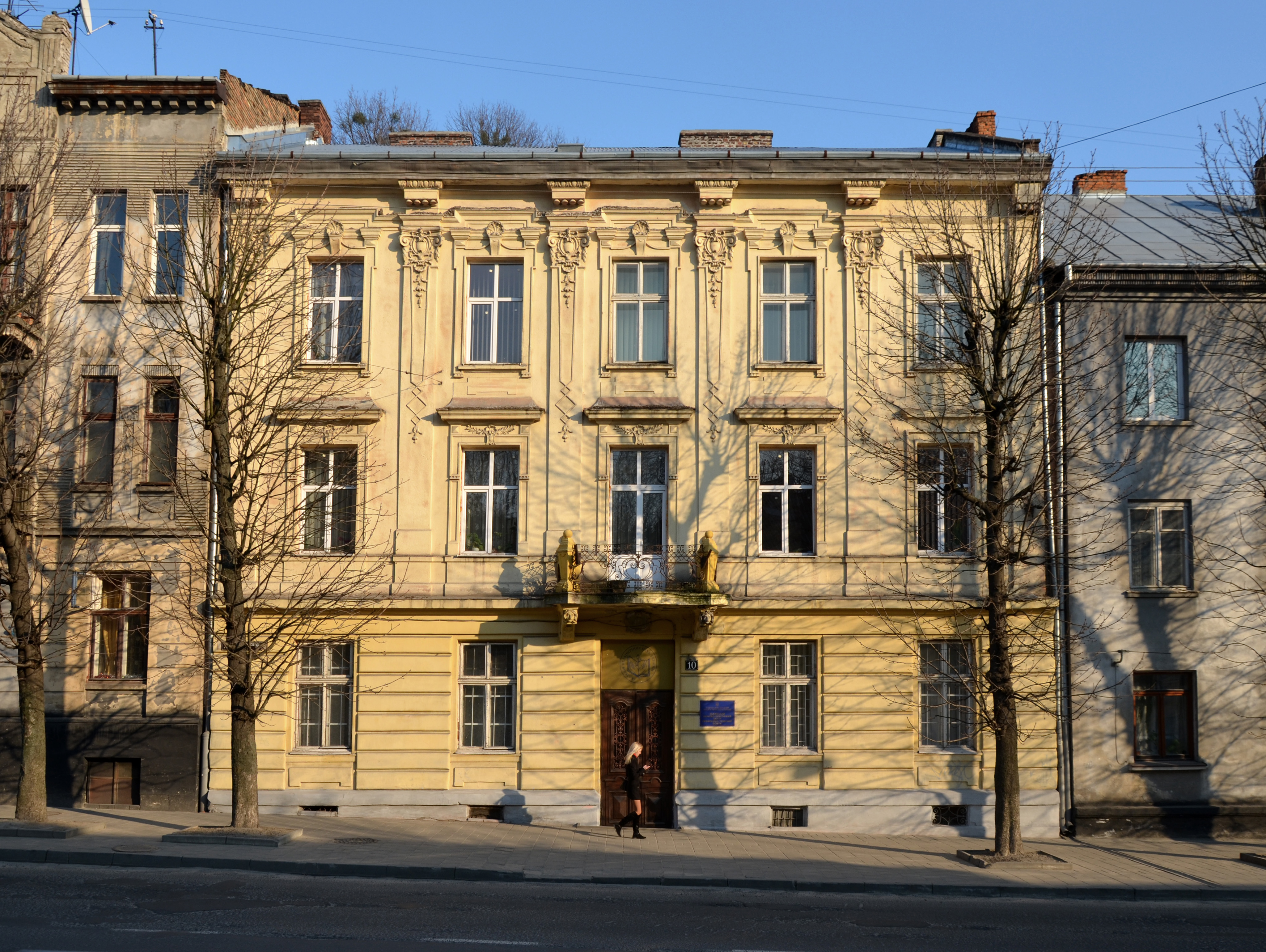
Кам'яниця Франциска Сковрона (вул. Кривоноса, 10)

№ 1 — колишні Костел святого Казимира і монастир реформатів. Костел збудований у 1656—1664 роках. У 1730-х роках перебудований коштом київського ловчого Франциска Завадського. До перебудови ймовірно міг бути залучений Паоло Фонтана. За радянських часів упродовж 1950–1970-х років була трудова виправна колонія № 1 для неповнолітніх дівчат. Від 1980-х років весь комплекс перебував в користуванні Міністерства внутрішніх справ СРСР, а нині належить Міністерству внутрішніх справ України. 2007 року костел передали українській греко-католицькій церкві під посвятою блаженного отця Климентія Шептицького. Нині корпусах монастиря розташований навчальний корпус Львівського державного університету внутрішніх справ. Обидві будівлі внесені до реєстру пам'яток архітектури місцевого значення під охоронними № 139-м (монастир реформатів) та № 1327-м (костел святого Казимира).
№ 1а — колишній шпиталь і дім убогих святого Вінсента де Поля. Заснований 1714 року монахинями ордену сестер Милосердя («Шариток»). Багаторазово перебудовувався, зокрема, архітектором Альфредом Каменобродським наприкінці XIX століття. У 1909—1910 роках корпуси перебудовано й доповнено ще одним новим за проєктом Ігнатія Кендзерського та Адама Опольського.
№ 3 — на цьому місці стояв будинок професора української гімназії, священика Івана Рудовського, збудований 1911 року за проєктом Петра Тарнавецького. На початку XX століття в будинку мешкав архітектор Якуб Фельд, інспектор української кредитної спілки «Дністер» Осип Кузьмич, діяч українського руху в Галичині, депутат австрійського парламенту Ксенофонт Охримович, український громадсько-політичний діяч, дипломат, адвокат, журналіст, видавець Лонгин Цегельський. Будинок зруйнований 1944 року. У 1960-х роках тут споруджена чотириповерхівка. Ще на початку XIX століття під схилом гори на подвір'ях будинків № 3, 5, 7 розміщувався цвинтар, що позначений на мапі Львова 1828 року.
№ 6 — будівля колишньої колегії театинів, споруджена у 1738—1746 роках за проєктом архітекторів Нікола Сальві і Гаетано К'явері. У 1785 році йосифинською касатою, яка стосувалася ліквідації дрібних чи малозаселених монастирів, колегію закрили, театинці виселені, а у приміщенні влаштовано казарми артилерії «Червоний кляштор» використовували як казарми до 1989 року. Нині тут міститься Державне підприємство «Науково-дослідний інститут метрології вимірювальних і управляючих систем» та Територіальне управління Державного бюро розслідувань України. Будівля колишньої колегії театинів внесена до реєстру пам'яток архітектури місцевого значення під охоронним № 603-м. 
№ 7 — чиншова кам'яниця збудована у 1903—1907 роках за проєктом Альфреда Захаревича. У стилі фасаду відчитуються риси модернізованого ампіру. Попередній будинок на цьому місці був споруджений за проєктом Едмунда Келера у 1864 році. У міжвоєнний період у будинку мешкав польський священник, мистецтвознавець і історик релігії, катехит у школах міст Львова та Тернополя, згодом професор кафедри церковного мистецтва Львівського університету о. Владислав Жила. Також мешкав посол від округи Ярослав до Галицького сейму 9-ї та 10-ї каденцій Владислав Яґль.
№ 9 — у 1900—1916 роках в будинку містилася редакція, українського сатирично-гумористичного часопису «Комар» (редактор Іван Кунцевич).
№ 10 — початково був власний будинок архітектора Франциска Сковрона. Фасад спроєктований Іполітом Слівінським, неорококове скульптурне оздоблення ймовірно Антона Попеля. До 1939 року це була бурса імені Митрополита Андрея Шептицького. У 1974—1992 роках — навчальні приміщення технічного училища № 2 (нині — Львівський коледж «Інфокомунікації» Національного університету «Львівська політехніка», що розташований на вул. Січових Стрільців, 7). Від 1994 року тут діє Львівський науково-практичний центр професійно-технічної освіти Національної академії педагогічних наук України.
№ 12а — в будинку за радянських часів працювала майстерня з ремонту взуття.
№ 13 — на цьому місці стояв власний дерев'яний будинок Юліана Зеліберга, каліграфа намісника Галичини та засновника першого в Галичині товариства глухонімих «Надія». Зруйнований під час другої світової війни.
№ 14 — у цьому будинку на початку XX століття містився ресторан Менахема Масса.
№ 15 — у 1903—1906 роках в будинку містилися редакції газети «Руский селянин». Редакторами видання були Ж. Гольоб та В. Дем'янчук.
№ 18 — в будівлі міститься Державний навчальний заклад «Львівське вище професійне училище технологій та сервісу», засноване 10 червня 1946 року, як профтехшкола. 
№ 18а — студентський гуртожиток Державного навчального закладу «Львівське вище професійне училище технологій та сервісу». Споруда стилізована у неороманському стилі.
№ 19 — в будинку на початку XX століття містилася редакція руського (українського) місячника «Економіст», заснованого  українським громадським діячем Костянтином Паньківським.
№ 29 — у цьому будинку мешкав польський фізик та математик, професор Львівської політехніки, вчитель середньої школи Вітольд Еразм Рибчинський.
№ 31, 33, 35, 37 — комплекс з двох триповерхових та двох чотириповерхових чиншових кам'яниць, збудований у 1911—1912 роках за проєктом Станіслава Данковського з архітектурно-будівельного бюро Зиґмунта Федорського на замовлення підприємців Якуба Зільберштайна та Шимона Фрея. В декорі кам'яниць переважають елементи неороманського (неоготичного) стилю. Частковий дозвіл на заселення приміщень власники отримали у березні 1913 року, а на частину приміщень цокольного поверху — у червні того ж року. Кам'яниці під № 35 та № 37 внесені до реєстру пам'яток архітектури місцевого значення під охоронними № 957-м та № 958-м відповідно. На початку XX століття в кам'яниці № 31 мешкав український фольклорист, правник доктор Олександр Бариляк, в кам'яниці № 37 — віце-директор Крайової спілки промисловців Владислав Берґель, директор кредитної спілки Станіслав Хоміцький, ректор духовної семінарії о. Юзеф Ґаворшевський, до 1919 року мешкав український вчений-правник і політичний діяч, автор проєкту Конституції ЗУНР, професор австрійського цивільного права у Львівському університеті Станіслав Дністрянський. На початку XX століття в будинку № 33 мешкав директор львівського «Луна-парку» Макс Буркер, повоєнні роки в будинку мешкала відома українська письменниця Ірина Вільде. У будинку № 35 мешкав архітектор Міхал Лужецький.

## Транспорт
Якщо уважно придивитися до будинків при вулиці Кривоноса, то можна побачити тримачі розтяжок контактної мережі на згадку про те, що тут колись курсував трамвай. Це був одноколійний трамвайний маршрут № 12, який прямував від вулиці Суворова (нині — вулиця Сахарова) та доходив аж до головної алеї парку Високий Замок, але був найскладнішою трамвайною лінією Львова. Маршрут ліквідували 1969 року через неможливість експлуатації на ній нових важких вагонів, а згодом розібрали рейки та заасфальтували вулицю.